# オセアニア・ハウス

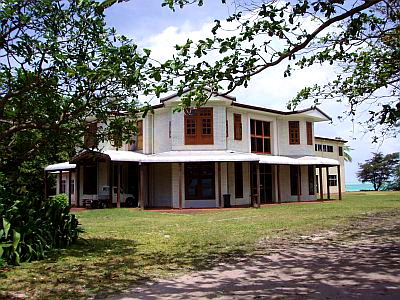
オセアニア・ハウス

オセアニア・ハウス（Oceania　House）とはインド洋にあるオーストラリア領ココス諸島のホーム島にある建物である。
ジョン・クルーニーズ＝ロスの3世ジョージ・クルーニーズ＝ロスがイギリスから全ての建材を運んで建てた2階建ての洋館である。珊瑚で造られた外壁に囲まれており、庭にはロス3世がモーリシャスやクリスマス島から輸入した土壌になっており、植物が植えてある。数年前までは、宿泊施設として使われていたが、現在は個人の所有物となっている。図書室やロスが使っていたジュクンと呼ばれ一本マストの舟などが展示してあり、博物館ともなっている。